# 상하이 요리

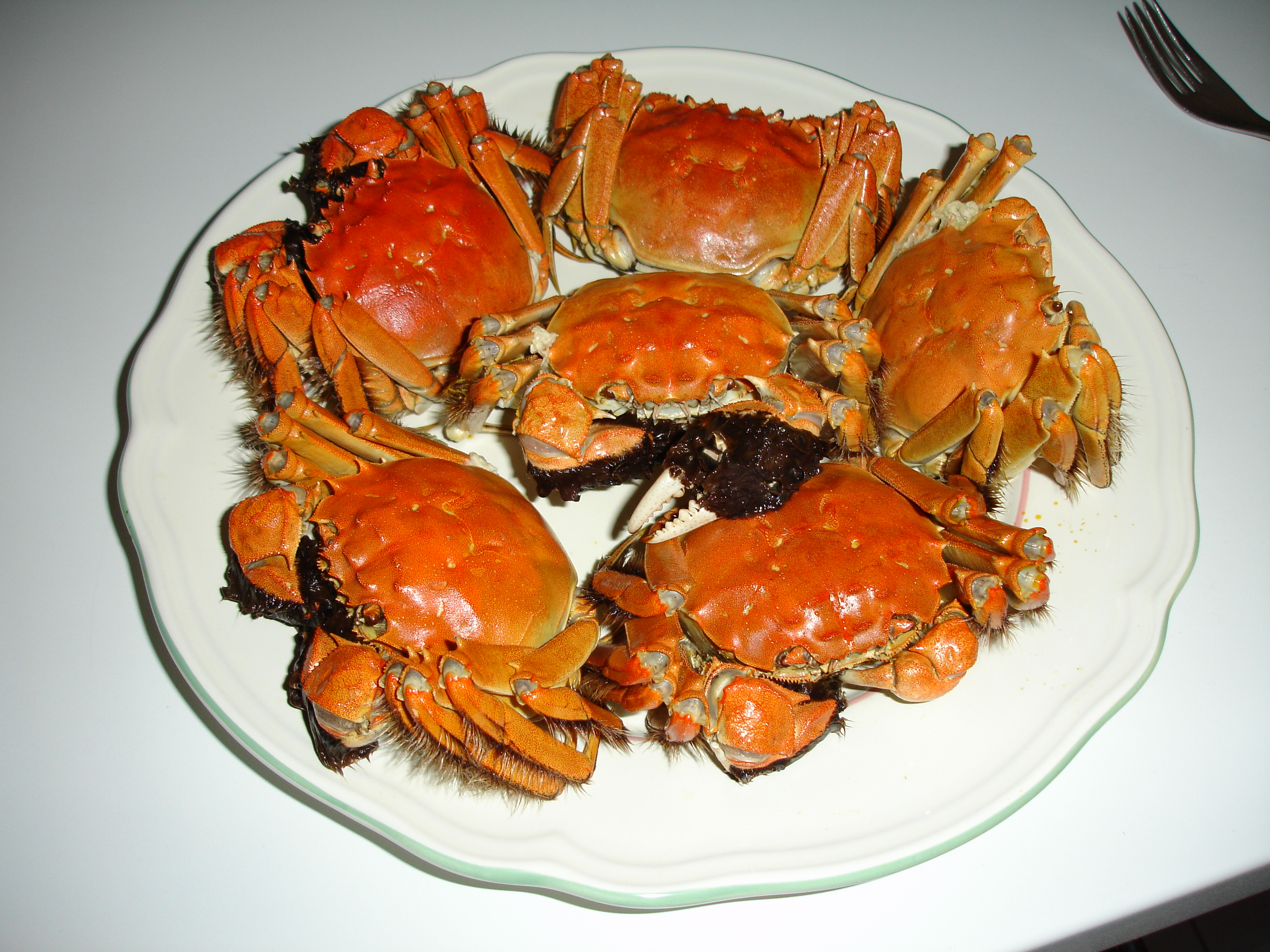

상하이 요리(Shanghai料理, 중국어: 上海菜, 병음: Shànghǎi cài 상하이차이[*]) 또는 호요리(滬料理, 중국어 간체자: 沪菜, 정체자: 滬菜, 병음: hùcài 후차이[*])는 대표적인 중국 요리의 하나로 상하이를 중심으로 하는 장쑤성 일대의 요리를 일컫는다. 이곳은 예로부터 「어미지향」(魚米之鄉）이라고 불렸으며, 어패류와 농산물이 풍부했다.

## 개요
상하이 요리의 원류는 닝보나 양저우의 요리이며, 술, 간장, 흑초 등의 양조물이 넉넉하게 사용되어, 달고 농후한 맛이 특징이다. 특히 샤오룽바오, 양청호 다자셰는 대표적 요리라고 할 수 있다.
상하이 요리의 원류는 시대에 따라 변해왔다. 안에서는 닝보(돼지기름을 사용), 양저우(짠맛), 쑤저우(단맛, 간장, 황주와 흑식초를 사용)의 요리는 현재의 상하이 요리에 가장 영향을 끼친 것들이다.

## 종류
- 성젠만터우(生煎饅頭)
- 다자셰(大閘蟹)
- 츠판퇀(糍饭团]
- 샤오룽바오(小籠包)

## 같이 보기
- 중국 요리
- 장쑤 요리